# Anni 1980
Gli anni 1980, comunemente chiamati anni Ottanta, sono il decennio che comprende gli anni dal 1980 al 1989 inclusi.

## Eventi, invenzioni e scoperte

### 1980
- Ronald Reagan e Margaret Thatcher, i due protagonisti della svolta della politica occidentale verso il liberismo economico negli anni '80.Gli Stati Uniti rompono le relazioni diplomatiche con l'Iran, imponendo l'embargo totale nei confronti del Paese che, dall'anno prima, è diventato una repubblica islamica e ha contribuito a scatenare la seconda crisi petrolifera.
- Negli Stati Uniti il candidato repubblicano Ronald Reagan vince le elezioni presidenziali.
- Il 4 maggio muore Tito, dittatore jugoslavo in carica dal 1953.
- Il 27 giugno precipita nei pressi di Ustica un aeroplano della compagnia italiana Itavia. L'aereo, diretto da Bologna a Palermo con 81 persone a bordo fra passeggeri ed equipaggio, esplode in volo. Non ci sono superstiti. Si ipotizza che sia stato colpito da un missile, ma le ragioni del disastro non saranno mai chiarite.
- Il 2 agosto una bomba esplode alla stazione di Bologna causando la morte di 85 persone e provocando oltre 200 feriti; la strage di Bologna è il più grave attentato nella storia repubblicana d'Italia. Si pensa che i mandanti e gli esecutori appartenessero a gruppi di estrema destra (NAR), ma vi furono anche tentativi per depistare le indagini organizzati dai vertici del SISMI, tra i quali il generale Pietro Musumeci e il colonnello Giuseppe Belmonte (affiliati alla loggia P2 di Licio Gelli).
- Il sindacato indipendente polacco Solidarność, guidato da Lech Wałęsa, proclama una serie di scioperi nei cantieri navali di Danzica, che ben presto si estendono a tutto il Paese.
- A settembre la tensione fra Iran e Iraq per il controllo di alcuni pozzi petroliferi di confine degenera in guerra aperta.
- Il 23 novembre un terremoto colpisce l'Irpinia: alle 19:34 una scossa di 6,9 sulla magnitudo momento pari al X grado Mercalli provoca circa 3 000 morti, 9 000 feriti, 280 000 sfollati e danni incalcolabili tra Campania e Basilicata.
- 4 dicembre  - In un incidente aereo, per cause mai completamente chiarite, muore il primo ministro portoghese F. Sa' Carneiro.

### 1981

Papa Giovanni Paolo II ferito dopo l'attentato

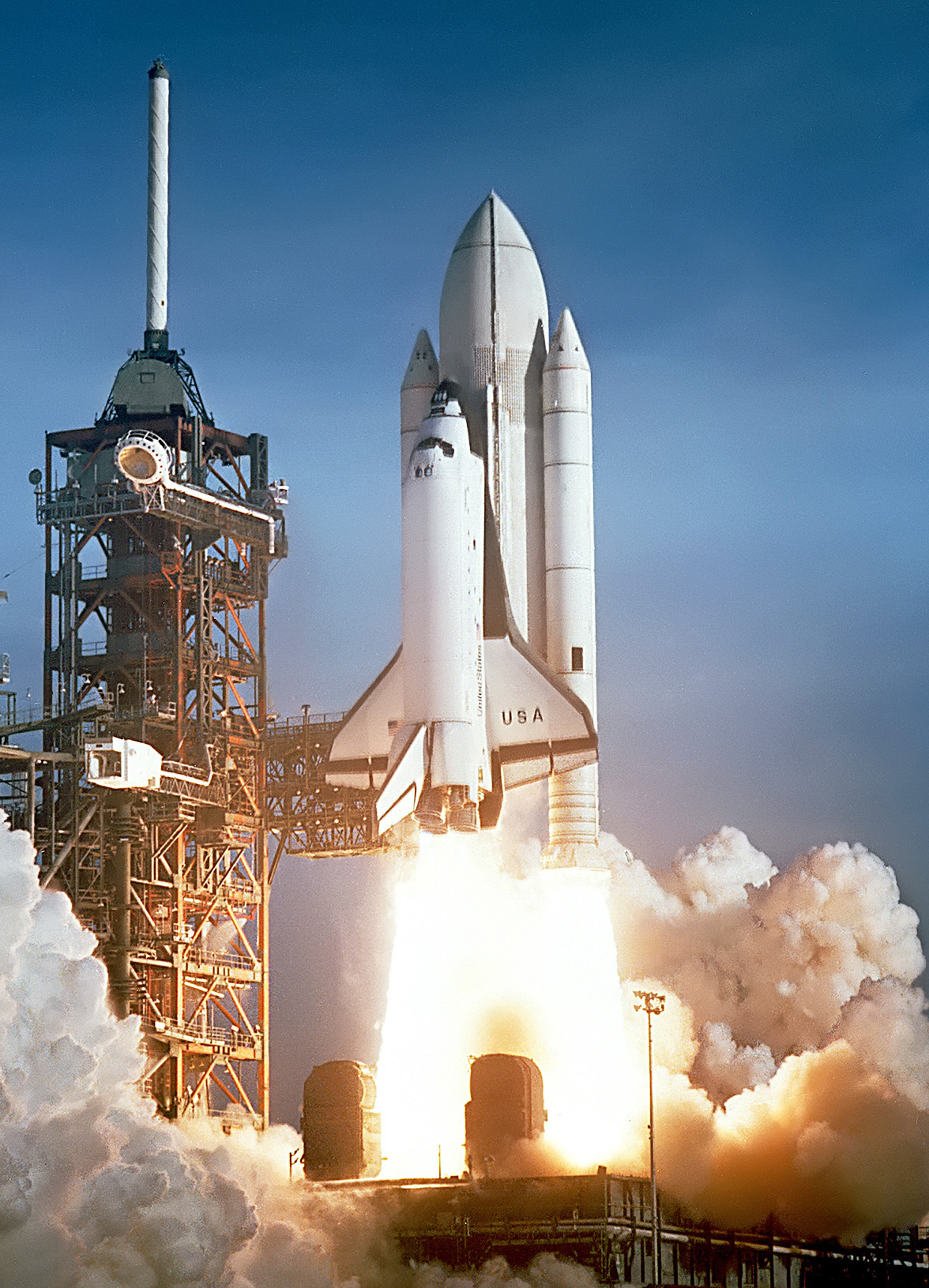
Lo space shuttle Columbia che decolla il 12 aprile 1981.

- Il 30 marzo a Washington Ronald Reagan è vittima di un attentato a opera del venticinquenne John Hinckley Jr., un mitomane che spara al presidente degli Stati Uniti per attirare l'attenzione della giovane attrice Jodie Foster di cui è infatuato; Reagan si salverà dopo una lunga operazione chirurgica.
- Il 12 aprile viene lanciato il primo Space Shuttle, il Columbia.
- 13 maggio: papa Giovanni Paolo II viene ferito in un attentato in piazza San Pietro a opera del turco Mehmet Ali Ağca, militante del gruppo di estrema destra dei Lupi Grigi. Ağca verrà successivamente condannato all'ergastolo dalla magistratura italiana, ma le cause dell'attentato rimarranno a lungo oggetto di inchiesta giudiziaria e giornalistica: tra i mandanti del tentato assassinio verranno sospettati anche i bulgari del KDS su commissione del KGB sovietico.
- Il 21 maggio in Italia scoppia lo scandalo della loggia massonica segreta P2 di Licio Gelli e contemporaneamente giunge al culmine quello del Banco Ambrosiano. Negli elenchi degli affiliati vengono scoperti influenti nomi della vita pubblica italiana. Lo scandalo porterà alle dimissioni del governo Forlani.
- In Polonia il generale Wojciech Jaruzelski diventa primo ministro e nel tentativo di scongiurare un'invasione sovietica tratta con Solidarność una tregua sindacale.
- Israele conquista le alture del Golan dalla Siria.

### 1982
- Un commando di terroristi palestinesi di al-Fath compie un attentato al tempio ebraico maggiore di Roma, a seguito del quale muore un bambino di due anni e molti altri ebrei romani restano feriti.
- A Ginevra iniziano i negoziati fra USA e URSS per il controllo e la riduzione dei missili strategici.
- Muore Leonid Brežnev, segretario generale del PCUS e leader de facto dell'URSS. Gli succede Jurij Andropov, ex capo del KGB.
- In Polonia il sindacato Solidarność è dichiarato illegale.[1]
- Israele invade il Libano e ne occupa la zona meridionale. A seguito dell'invasione il leader palestinese Arafat e tutto lo stato maggiore dell'OLP sono costretti ad abbandonare il Paese e a rifugiarsi a Tunisi. In Libano inizia una lunga guerra civile.
- Fra le 6 del mattino del 16 e le 8 del mattino del 18 settembre 1982, le Falangi Libanesi e l'Esercito del Libano del Sud, con la complicità dell'esercito israeliano, compiono un massacro nel quartiere di Sabra e nel campo profughi di Shatila. In tale eccidio sono uccisi un numero di civili compreso fra 762 e 3 500, prevalentemente palestinesi e sciiti libanesi.
- La dittatura militare argentina manda il proprio esercito a occupare le isole Falkland, un territorio britannico d'oltremare che l'Argentina rivendica da anni. Il Regno Unito, per mano del suo allora primo ministro Margaret Thatcher, reagisce militarmente e dopo una guerra durata due mesi e mezzo riprende la sovranità delle isole. Dopo questa sconfitta militare la dittatura argentina entra in crisi di consenso e pochi mesi dopo cade, aprendo la strada a libere elezioni.
- Grace Kelly muore in un incidente automobilistico.

### 1983
- Cipro del Nord dichiara la propria indipendenza, riconosciuta solo dalla Turchia.
- Margaret Thatcher è rieletta premier britannica.
- Il socialista Bettino Craxi diventa il secondo politico non democristiano (dopo il repubblicano Giovanni Spadolini) a guidare il governo nella storia dell'Italia repubblicana.
- Esce il Nintendo Entertainment System, considerato il sistema che risollevò e rivoluzionò l'industria dei videogiochi, e titoli come Super Mario Bros., Super Mario Bros. 3, The Legend of Zelda, Excitebike, Metroid e Castlevania fanno presto la storia.
- Il 7 maggio a Roma scompare Mirella Gregori, studentessa quindicenne.
- Il 22 giugno, sempre a Roma, scompare anche Emanuela Orlandi, quindicenne cittadina vaticana il cui caso viene collegato sia alla scomparsa della sua coetanea Mirella Gregori sia all'attentato al papa avvenuto due anni prima. Entrambe le sparizioni rimarranno casi insoluti.
- Il 27 settembre Richard Stallman lancia il progetto GNU, per la realizzazione del primo sistema operativo Unix-like interamente composto da software libero.
- 23 ottobre: in un due attentati suicidi contro le forze di pace in Libano muoiono 299 soldati statunitensi e francesi e 6 civili.
- 25 ottobre: operazione Urgent Fury, le forze speciali statunitensi invadono Grenada e reprimono la possibile instaurazione di un governo filocomunista.

### 1984

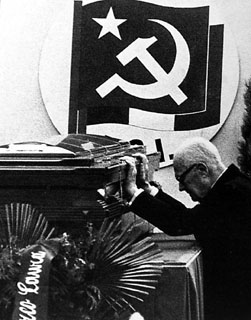
Sandro Pertini ai funerali di Berlinguer

- Si tengono in Argentina le prime elezioni libere dopo quasi sei anni di dittatura militare. Il nuovo presidente Raúl Alfonsín promette la condanna dei militari che hanno violato i diritti umani.
- Massicce proteste dei minatori inglesi contro la chiusura delle miniere di carbone.
- Le forze internazionali lasciano il Libano.
- L'Unione Sovietica e i suoi paesi satelliti boicottano per protesta le Olimpiadi di Los Angeles.
- A Padova, durante un suo comizio, viene colpito da un ictus Enrico Berlinguer segretario generale del Partito Comunista Italiano. Morirà dopo poco, appena una settimana prima delle elezioni europee di quell'anno.
- 5-6 giugno: ad Amritsar, l'esercito indiano fa irruzione all'interno del Tempio d'Oro, luogo di culto più sacro della comunità Sikh, provocando la morte di circa 1.400 civili.
- 31 ottobre: è uccisa in India il primo ministro Indira Gandhi; le succede il figlio.
- A novembre Ronald Reagan viene rieletto presidente degli Stati Uniti.
- Disastro chimico di Bhopal, in India.

### 1985

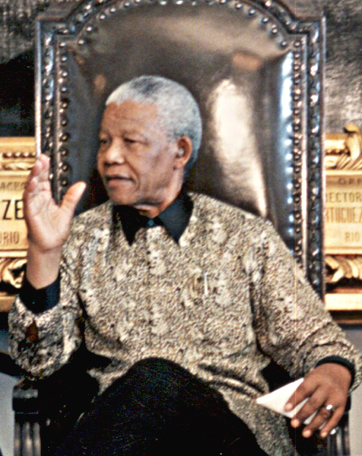
Nelson Mandela, eroe nella lotta contro l'apartheid

- Michail Gorbačëv viene eletto segretario generale del PCUS. A posteriori si rivelò essere l'ultimo a ricoprire tale incarico, eccezion fatta per il brevissimo mandato del suo successore Vladimir Ivaško (5 giorni nel 1991).
- Il neosegretario del PCUS Michail Gorbačëv si incontra a Ginevra con il presidente statunitense Ronald Reagan per un vertice circa la riduzione degli armamenti.
- In Sudafrica la repressione conseguente al regime di apartheid provoca centinaia di vittime di colore. Le proteste, guidata dall'African National Congress di Nelson Mandela, chiedono più diritti e libertà. Stati Uniti e Comunità Economica Europea impongono sanzioni economiche ai sudafricani.
- Il Nintendo Entertainment System esce negli Stati Uniti dopo il successo in Giappone.
- 29 maggio. Allo stadio Heysel di Bruxelles, dove si stava disputando la finale della Coppa dei Campioni d'Europa di calcio fra la Juventus e il Liverpool, avviene una strage: a causa della carica di alcuni teppisti inglesi, un gruppo di italiani si accalca su un muro di contenimento di un settore dello stadio che crolla, provocando la caduta al suolo da circa dieci metri d'altezza di un centinaio di persone. Di esse, 39 trovano la morte, ma per motivi di ordine pubblico la partita si giocherà lo stesso. A seguito di tale incidente, la UEFA squalificherà i club inglesi dalle proprie competizioni per 5 anni (il Liverpool per sei) e, per l'inefficienza dimostrata dalle proprie forze di polizia, al Belgio non sarà più affidata l'organizzazione di incontri internazionali fino al 2000.
- Il 19 luglio il generale Jaruzelski assume la carica di presidente del Consiglio di Stato della Polonia.
- Il primo settembre viene ritrovato da Robert Ballard il relitto del Titanic.[2]
- Durante il Tour de Corse muore il campione di rally Attilio Bettega a bordo della Lancia Rally 037.
- Durante una gara di Third Division inglese tra Bradford City e Lincoln City prende fuoco lo stadio Valley Parade a causa di un mozzicone di sigaretta lasciato acceso in uno dei settori dello stadio: si registrano 56 morti e 265 feriti in uno dei disastri più gravi fino ad allora del calcio britannico.

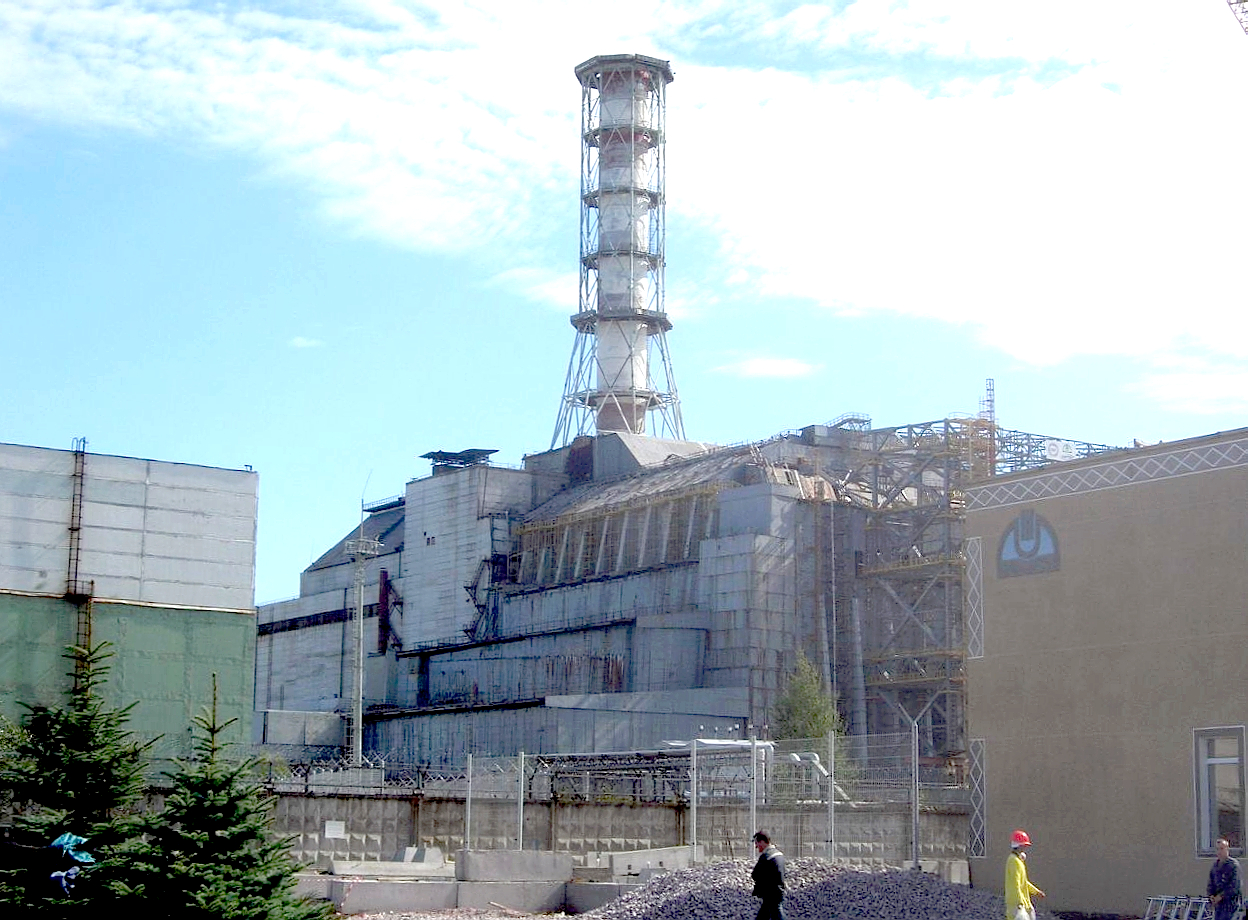
Il reattore numero 4 della centrale di Černobyl', la cui esplosione provocò una catastrofe nucleare

### 1986
- A febbraio, Gorbačëv annuncia la "perestrojka", un programma di radicale rinnovamento dell'economia e della società sovietica.
- A marzo, iniziano i primi casi di grave intossicazione di quello che scoppierà come scandalo del vino al metanolo in Italia.
- Il 26 aprile esplode un reattore nucleare a Černobyl'. Nelle aree limitrofe il disastro provoca migliaia di morti legate direttamente o indirettamente alle radiazioni, oltre che pesantissimi danni all'economia e all'agricoltura. Nei mesi successivi la "nube radioattiva" invade tutta l'Europa.
- In ottobre si svolge a Reykjavík un nuovo incontro fra Reagan e Gorbačëv.
- Ad Assisi, il 27 ottobre, si svolge un incontro interreligioso promosso da Papa Giovanni Paolo II, a cui aderiscono diversi capi religiosi per pregare per la pace.
- Il Nintendo Entertainment System debutta in Europa e nel resto del mondo.
- A novembre, scoppia lo scandalo Irangate che fa traballare la presidenza Reagan: nonostante l'embargo totale, armamenti sarebbero stati venduti all'Iran con la complicità di alti esponenti politici statunitensi.
- Cresce la tensione fra Libia e Stati Uniti; a marzo le forze aeree dei due paesi si scontrano nel Golfo della Sirte e ad aprile gli statunitensi bombardano Tripoli per rappresaglia.
- Durante il Tour de Corse muoiono il campione di Rally Henri Toivonen ed il suo navigatore Sergio Cresto a bordo della Lancia Delta S4. Questa tragedia sancirà la fine del Gruppo B.

### 1987
- Il Partito Conservatore vince le elezioni nel Regno Unito e a Margaret Thatcher viene conferito per la terza volta consecutiva l'incarico di premier
- A Ginevra USA e URSS firmano uno storico trattato per la riduzione degli arsenali nucleari e la distruzione degli euromissili.
- Gorbačëv propone la glasnost con l'apertura democratica dell'Unione Sovietica e la riforma del PCUS.
- Scienziati statunitensi scoprono un buco dell'ozono sopra l'Antartide dalle dimensioni preoccupanti.

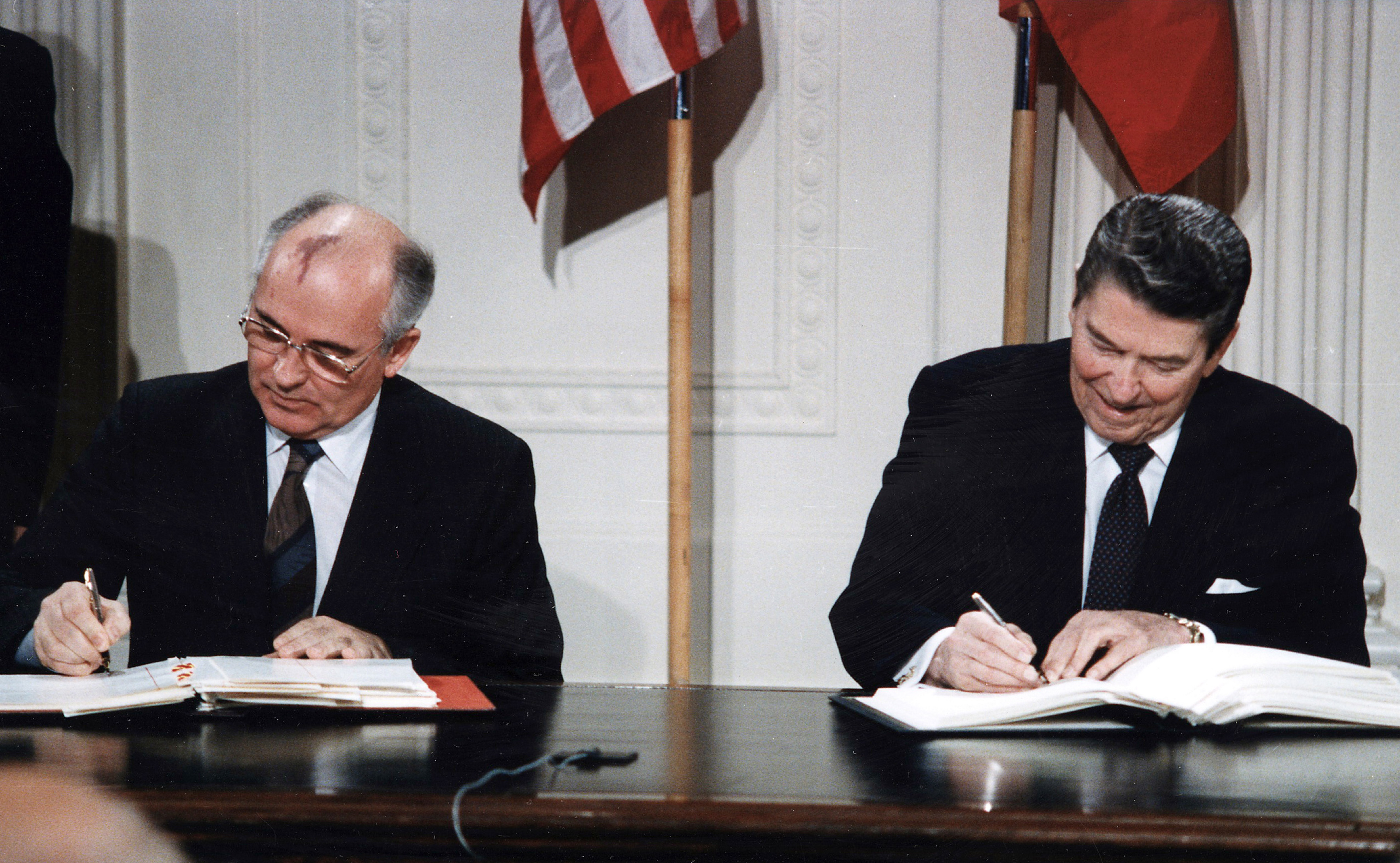
Lo storico incontro fra Ronald Reagan e Michail Gorbačëv

### 1988
- L'Unione Sovietica è scossa da spinte autonomiste e nazionaliste delle repubbliche che la compongono.
- L'Unione Sovietica si ritira dall'Afghanistan dopo otto anni di guerra.
- Storico incontro a Mosca fra Reagan e Gorbačëv. I rapporti fra le due superpotenze iniziano a distendersi.
- George Bush viene eletto Presidente degli Stati Uniti d'America.
- Esplode nei cieli di Lockerbie, in Scozia un aeroplano di linea statunitense. La causa è un attentato. Il governo Reagan accusa la Libia.
- Si conclude dopo nove anni la guerra fra Iran e Iraq, in seguito all'accettazione del cessate il fuoco, proposto dall'ONU; si contano milioni di dollari di danni e più di un milione di vittime, mentre entrambi i paesi si proclamano vincitori.
- Il presidente cileno Augusto Pinochet viene sconfitto in un referendum popolare, conservando però la carica di presidente della repubblica fino al 1990 e di comandante dell'esercito.

### 1989

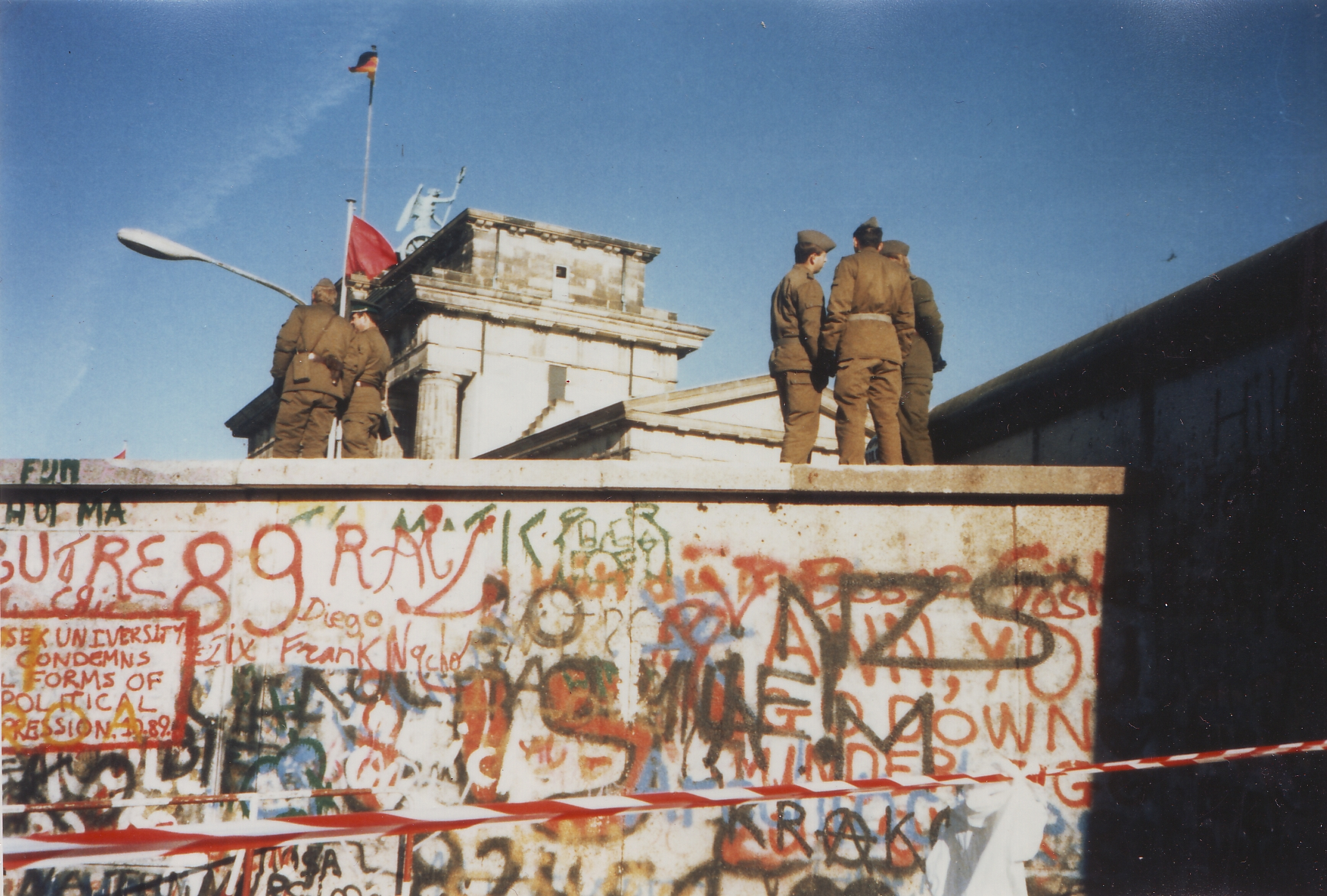
Il Muro di Berlino nel 1989

- A Pechino viene repressa nel sangue la protesta pacifica di piazza Tienanmen che chiede democrazia e libertà. Fa scalpore l'eroismo e la determinazione del giovane che, senza armi, si piazza davanti a una colonna di carri armati e li costringe a fermarsi.
- Si ritira l'Armata Rossa dai paesi satelliti dell'URSS e in Ungheria, Cecoslovacchia, Germania Est, Polonia cadono i regimi comunisti e si tengono le prime libere elezioni. In Polonia vince Solidarność a larga maggioranza.
- Il 9 ottobre iniziano nella Germania dell'Est le manifestazioni di piazza e le proteste contro il governo comunista che portano alle dimissioni di Erich Honecker, a cui succede Egon Krenz come presidente del Consiglio di Stato.
- Viene abbattuto il 9 novembre il Muro di Berlino, considerato il simbolo della guerra fredda, che da questo momento è considerata storicamente finita. La Germania Orientale inizia anche le trattative per riunificarsi con la Repubblica Federale ad Ovest.
- In Bulgaria e Romania si registrano scontri fra esercito e manifestanti che chiedono le dimissioni dei governi comunisti e libere elezioni, come avvenuto in altri paesi dell'ex blocco comunista. Fra novembre e dicembre si contano migliaia di morti in tutta la Romania ma il giorno di Natale Ceaușescu viene catturato e fucilato.
- 2 dicembre - Vertice al largo di Malta tra Gorbacev e Bush che sancisce l'instaurarsi di relazioni di reciproca fiducia tra Urss e Stati Uniti.
- Il 10 dicembre in Mongolia inizia una rivoluzione pacifica che trasforma il Paese, fino ad allora un regime comunista, in una democrazia multipartitica.
- In Cile si svolgono libere elezioni dopo sedici anni di dittatura; vincono il partito socialista e quello democristiano.
- Il 20 dicembre gli Stati Uniti invadono Panama, deponendo il dittatore Manuel Noriega.
- Vengono messi al bando i gas freon delle bombolette spray, ritenuti tra i responsabili dell'assottigliamento dello strato di ozono terrestre ai poli.

## Arte

### Arte contemporanea
- Von hier aus - Zwei Monate neue deutsche Kunst in Düsseldorf

### Cinema
- Per il cinema americano il decennio si apre con la fine della Nuova Hollywood, posta tradizionalmente con il 1981, anno di uscita di I cancelli del cielo: il film, uno dei più grandi insuccessi finanziari cinematografici, porterà alla bancarotta della United Artists ed indurrà d'ora in poi la maggior parte delle case di produzione ad escludere il controllo finale dei registi sui propri lavori nelle fasi post-produttive.
- I film d'azione hollywoodiani conoscono uno straordinario successo planetario. I volti più celebri di questo genere sono Arnold Schwarzenegger e Sylvester Stallone.
- Inizia il filone della nuova "commedia americana", lanciato dai film The Blues Brothers e L'aereo più pazzo del mondo del 1980, e Una poltrona per due del 1983.
- La guerra in Vietnam diventa uno dei principali temi del cinema statunitense della seconda metà del decennio. Film come Nato il quattro luglio, Platoon- entrambi di Oliver Stone, egli stesso reduce del Vietnam -, e Full Metal Jacket di Stanley Kubrick riflettono sul ruolo degli Stati Uniti nel conflitto.
- Il 1983 è l'anno di Scarface scritto da Oliver Stone e diretto da Brian De Palma. Film gangster che ha segnato la storia cinematografica.
- Nel 1989, dopo tre anni di lavorazione, la Walt Disney ritorna ai fasti del passato con il lungometraggio La sirenetta; con il successo di quest'opera, lo studio d'animazione decreta la fine della propria crisi durata più di dieci anni.
- Verso la fine del decennio viene rilanciato al cinema il genere supereroistico, già diffuso all'inizio del decennio con la saga di Superman con Christopher Reeve. Il lungometraggio Batman di Tim Burton, uscito nell'estate del 1989, riscosse un enorme successo di pubblico e critica e fu il primo film a superare i 100 milioni di dollari nei primi dieci giorni dall'uscita nelle sale.

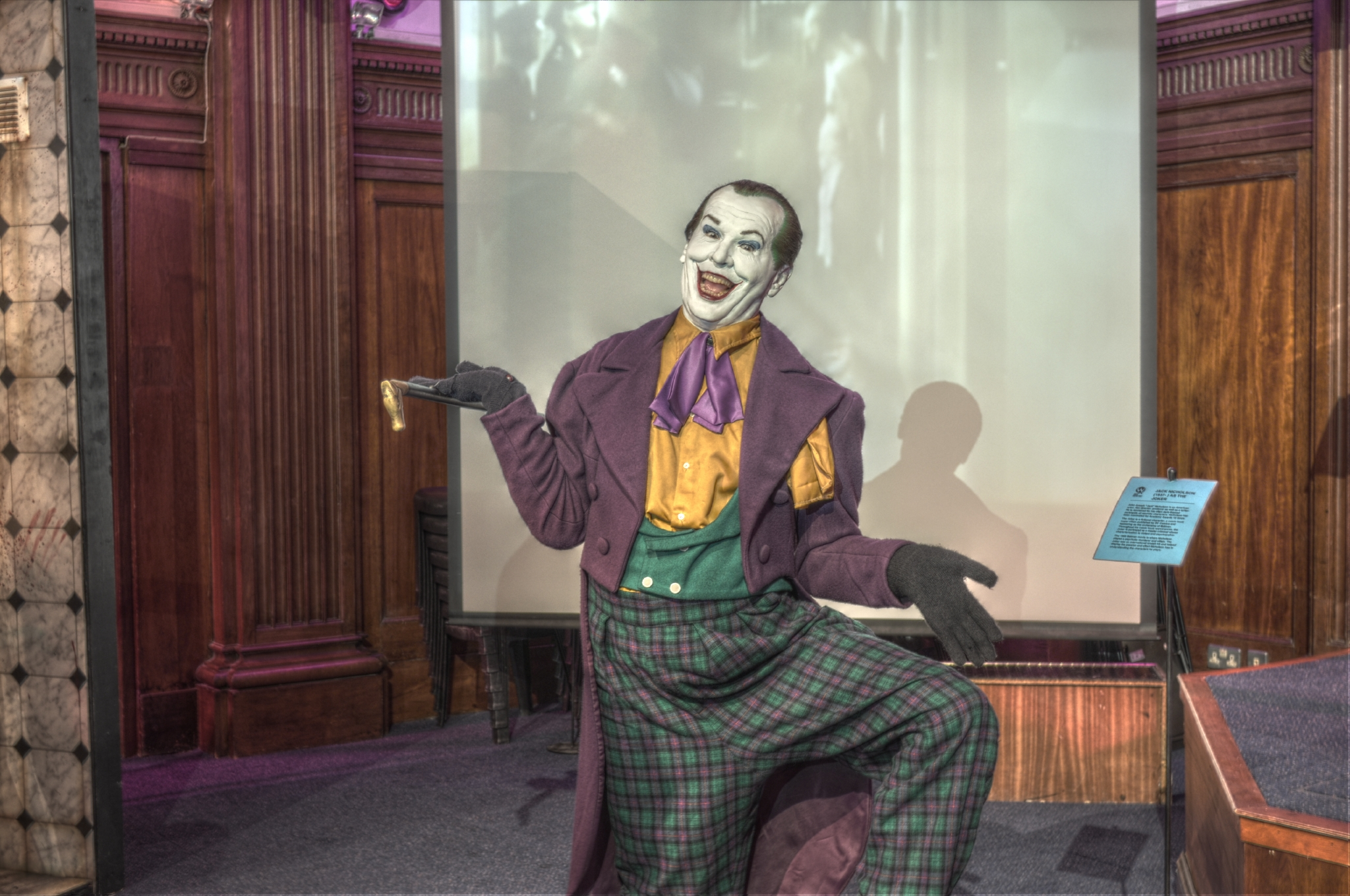
Statua ritraente il Joker di Jack Nicholson, dal film Batman

- La tecnologia impiegata nella fase di post produzione e quindi negli effetti speciali, subisce un grande sviluppo. La grafica computerizzata, con film come Tron (1982), primo film ad utilizzare ampiamente la CGI negli anni '80 e primo a mettere attori dal vivo in un mondo generato al computer, fa il suo ingresso ufficiale nel mondo del cinema, ma si dovrà attendere ancora molto (1991) per vederla applicata in lunghe sequenze.[3] Tuttavia, il genere fantascienza ritorna al successo, grazie alle opere di registi statunitensi come George Lucas, Steven Spielberg e James Cameron, quest'ultimo canadese. Gli effetti speciali attirano il pubblico ed anche il genere fantastico ed horror riscuotono un grandissimo consenso (Cameron stesso girerà nel 1989 The Abyss, uno dei primi film ad integrare effetti speciali in grafica computerizzata). Moltissimi titoli, di successo popolare e considerati rappresentativi degli anni 80, appartengono a questi generi:

- Fantascienza
  - Blade Runner

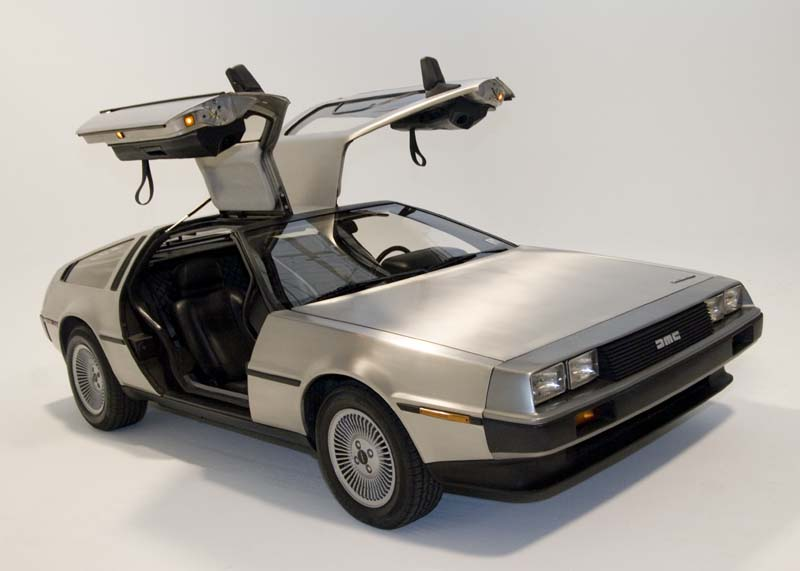
Una DeLorean DMC-12, l'auto usata dai protagonisti della saga di Ritorno al futuro per viaggiare nel tempo. È l'unico modello prodotto dalla DeLorean Motor Company, dal 1981 al 1983.

  - E.T. l'extra-terrestre - il più alto incasso al botteghino del decennio 1980 e superato solo nel 1993 da Jurassic Park
  - L'Impero colpisce ancora e Il ritorno dello Jedi
  - Terminator
  - Ritorno al futuro
  - La mosca
  - Aliens - Scontro finale
  - Predator
  - RoboCop
  - La Cosa
- Fantastico/Avventura - L'elemento predominante in molti film di questo genere è la magia che sarà invece quasi del tutto assente nelle produzioni degli anni novanta; anche molti cartoni animati giapponesi trasmessi in televisione avranno come protagoniste eroine dotate di accessori magici. Tra i lungometraggi divenuti classici del genere:
  - Superman II e Superman III
  - I predatori dell'arca perduta, Indiana Jones e il tempio maledetto e Indiana Jones e l'ultima crociata
  - Gremlins
  - Ladyhawke
  - La storia infinita
  - I Goonies
  - Nel fantastico mondo di Oz
  - Cocoon - L'energia dell'universo
  - Highlander - L'ultimo immortale
  - Stand by Me - Ricordo di un'estate
  - Batman

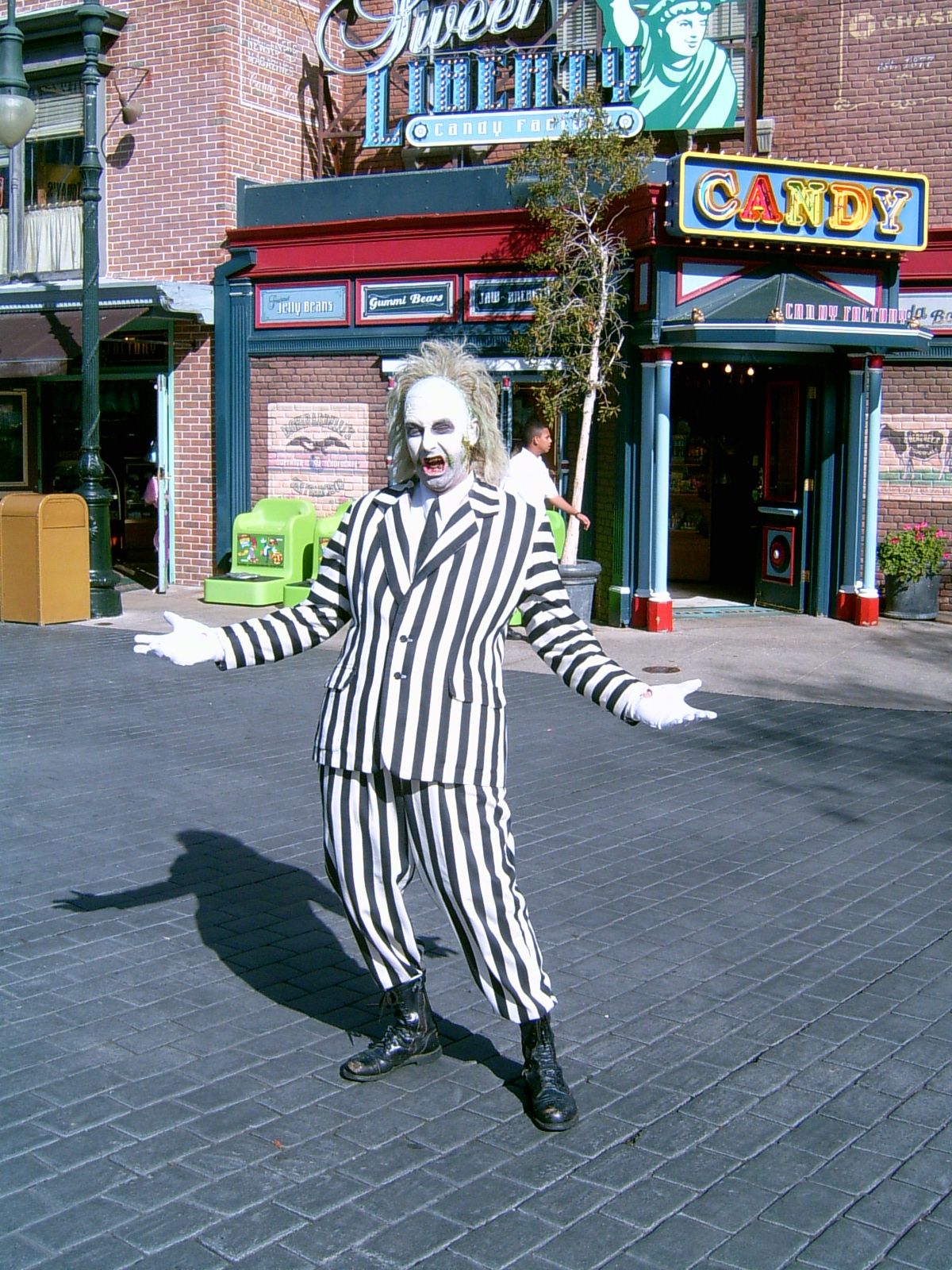
Beetlejuice agli Universal Studios Hollywood

- Anche il genere commedia risentirà del successo del genere fantastico e fantascientifico; tra i titoli di maggior successo:
  - Ghostbusters - Acchiappafantasmi
  - Splash - Una sirena a Manhattan
  - La donna esplosiva (titolo originale Weird Science)
  - Chi ha incastrato Roger Rabbit
  - Big
  - Ho sposato un'aliena
  - Beetlejuice spiritello porcello

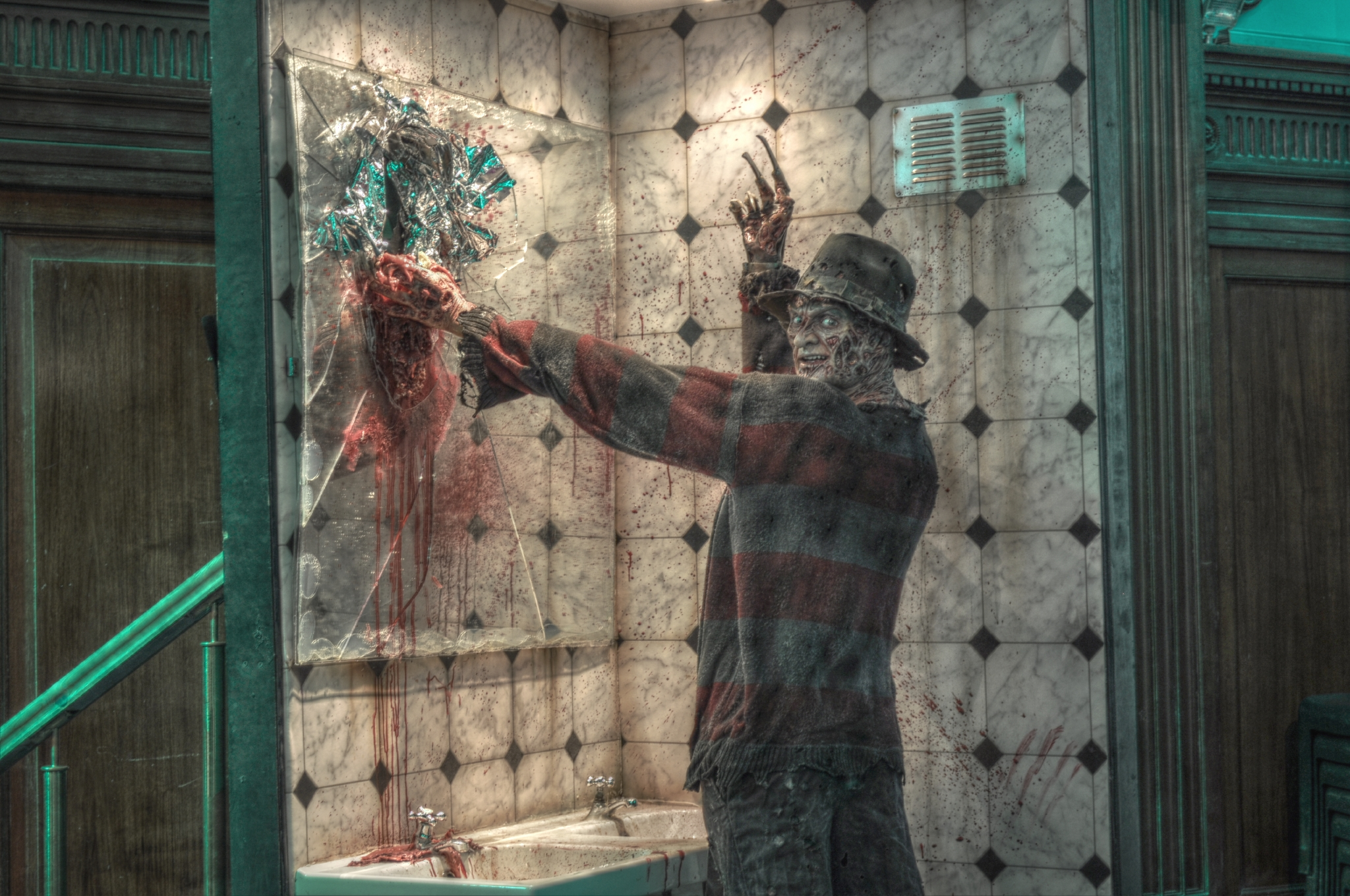
Statua ritraente Freddy Krueger, antagonista della serie Nightmare

- Horror - tra i più importanti del genere entrati negli annali della storia del cinema:
  - Shining
  - La casa
  - In questo filone molteplici saranno i film che avranno come protagonisti gruppi di adolescenti alle prese con maniaci assassini; tra i più famosi:
  - Nightmare - Dal profondo della notte
  - Halloween
  - Venerdì 13
  - Poltergeist - Demoniache presenze

### Letteratura
- Nel 1980 Umberto Eco pubblica il suo capolavoro, Il nome della rosa.
- Nel maggio 1983, lo scrittore Eugenio Corti pubblica il suo romanzo-capolavoro, Il cavallo rosso.
- Nel 1984 Milan Kundera pubblica L'insostenibile leggerezza dell'essere.

### Musica
Nella musica si assiste ad un largo uso di strumenti elettronici, tra cui i sintetizzatori. Nascono il synthpop e la New wave che hanno come primi veri creatori di questo nuovo genere i Duran Duran, gli Spandau Ballet, i Depeche Mode, i New Order e i Pet Shop Boys. Altri gruppi di successo nel decennio saranno anche i Queen, i Police, gli Europe, i Bon Jovi, i Guns N' Roses, i Van Halen, i Motley Crue e gli U2. Nei sobborghi urbani degli Stati Uniti si sviluppa la cultura hip hop e rap, che verrà considerata con crescente attenzione, per poi diventare un genere estremamente popolare nei decenni successivi. Grazie a due album consecutivi tra i più venduti nella storia musicale (e i più venduti del decennio) Thriller e Bad, Michael Jackson, che da questo decennio verrà anche chiamato il "Re del Pop", diventò l'artista più venduto del decennio. Jackson ha venduto oltre un miliardo di album nel mondo ed è considerato l'artista maschile di maggior successo della storia della musica. Parallelamente a Jackson, suo collega ed amico, Madonna è invece la "Regina del Pop", l'artista femminile più venduta del decennio. Ha venduto oltre 300 milioni di album nel mondo ed è riconosciuta come l'artista femminile di maggior successo della storia della musica.

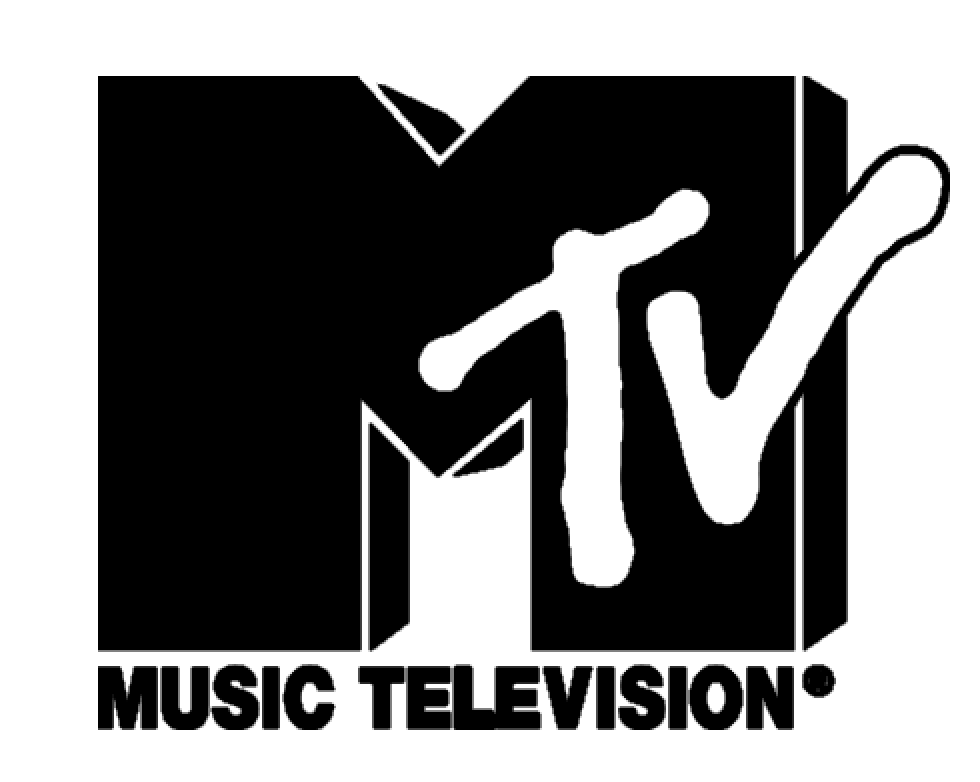
Il logo originale di MTV con la tagline "Music Television", usato dal 1981 al 2010.

- Nel 1980 esce Iron Maiden, primo album dell'omonima band. Il 19 febbraio dello stesso anno muore Bon Scott, cantante degli AC/DC, e il 31 luglio esce Back in Black, in memoria del precedente cantante. Il 25 settembre muore invece John Bonham, il batterista dei Led Zeppelin. L'8 dicembre viene assassinato a New York l'ex Beatle John Lennon, guida spirituale del pacifismo e del movimento contro la guerra in Vietnam. Il musicista viene colpito a morte da Mark David Chapman, che gli esplode contro cinque colpi di pistola. Il 20 ottobre esce inoltre Boy, il primo album degli U2.
- Nel 1981 viene lanciata negli Stati Uniti la rete televisiva via cavo MTV, che in seguito diventerà molto influente nello show business musicale. Scoppia di conseguenza la moda dei videoclip musicali. A Los Angeles si formano i Motley crue e pubblicano l'album d'esordio Too Fast for Love dando vita all'Hair metal, sottogenere dell'heavy metal che farà la fortuna di molti gruppi. Esce l'album Greatest Hits dei Queen, la raccolta ufficiale di alcune delle più popolari canzoni del gruppo, che vendette oltre 30 milioni di copie. L'11 maggio 1981 Bob Marley muore nell'ospedale di Miami a causa di un tumore alla pelle, estesosi al cervello. Il 28 ottobre si formano i Metallica attraverso un annuncio su un giornale e l'accordo tra James Hetfield e Lars Ulrich, la band diventerà una delle formazioni di maggior successo nella storia dell'heavy metal e del rock contemporaneo.
- Nel 1982 esce Thriller, sesto album in studio di Michael Jackson. È stato certificato come l'album più venduto di tutti i tempi, avendo superato (unico nella storia) le 100 milioni di copie.

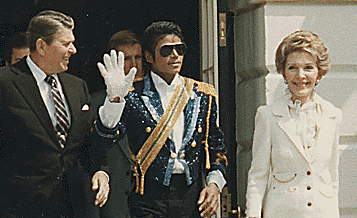
Michael Jackson nel 1984 alla Casa Bianca ospite di Ronald e Nancy Reagan.

- Sempre nel 1982 esce l'ultimo album in studio dei Led Zeppelin: Coda. Esce il film di Alan Parker Pink Floyd The Wall, basato sul concept dell'omonimo album dei Pink Floyd. I francesi Rockets pubblicano l'album Atomic, l'ultimo con la formazione classica e con i vistosi costumi spaziali e il cerone argentato. Esce The Number of the Beast, primo album degli Iron Maiden con Bruce Dickinson alla voce. Infine gli ABBA si sciolgono ufficialmente l'11 dicembre.
- Nel 1983 esce Kill 'Em All, primo album in studio dei Metallica, considerato da molti critici come uno dei più importanti e influenti della musica heavy metal e del rock in generale.[4][5][6] Esce l'album Synchronicity, l'ultimo dei Police che raggiunge la prima posizione in classifica grazie alla hit Every Breath You Take. Nello stesso anno esce War degli U2, disco che diventerà tra le pietre miliari della musica degli anni '80 e del pop-rock, grazie alle hit Sunday Bloody Sunday e New Year's Day. Sempre nello stesso anno esce Murmur, primo album dei R.E.M. che ottiene un discreto successo venendo eletto come album dell'anno, ed il singolo Everything Counts dei Depeche Mode. Infine i Quiet Riot pubblicano Metal Health, L'album è passato alla storia come il primo album nella storia dell'heavy metal ad aver conquistato la prima posizione nelle classifiche di Billboard.
- Nel 1984 Bruce Springsteen pubblica l'album Born in the U.S.A., che sbanca in tutto il mondo con milioni di copie vendute, è la consacrazione del "BOSS". i Van Halen pubblicano 1984 e diventano famosi in tutto il mondo grazie alle hit Jump e Panama. A novembre esce l'album Reckless di Bryan Adams, tutti i suoi 6 singoli sono entrati nella top 15 della Billboard hot 100, solo Thriller e Born in the U.S.A. ci erano riusciti in precedenza. Sempre a novembre Madonna pubblica Like a Virgin, scatenando in tutto il mondo uno dei più grandi fenomeni di emulazione adolescenziale della storia della musica.
- Nel 1985 esce We Are the World, scritta da Michael Jackson e Lionel Richie ed eseguita da 45 cantanti in gran parte americani, sotto il nome di USA for Africa, uno dei più famosi singoli di beneficenza, i cui ricavati sono stati devoluti per la lotta alla carestia in Etiopia. A maggio esce l'album Brothers in Arms dei Dire Straits che con oltre 30 milioni di copie vendute diventerà uno dei dischi più venduti della musica moderna; l'album è stato uno dei primi dischi ad essere stampato su CD e il più venduto degli anni ottanta nel Regno Unito. Il 13 luglio dello stesso anno si svolge il Live Aid, con due concerti in contemporanea allo stadio JFK di Filadelfia e allo stadio Wembley di Londra. Nello stesso anno Roger Waters abbandona i Pink Floyd per concentrarsi sulla sua carriera solista; Freddie Mercury pubblica il suo primo album da solista, Mr. Bad Guy.
- Nel 1986 viene pubblicato il terzo album in studio dei Metallica, Master of Puppets, secondo molti l'apice della carriera della band.[7] I Bon Jovi pubblicano il loro album più venduto, Slippery When Wet, che porta la corrente Hair metal all'affermazione mondiale. Anche l'album The Final Countdown degli Europe viene pubblicato nello stesso periodo. Il 9 agosto i Queen si esibiscono nel loro ultimo concerto al completo, con Freddie Mercury, a Knebworth.

Concerto dei Pink Floyd a Venezia (1989)

- Nel 1987 i Pink Floyd tornano alla ribalta dopo la scissione con il bassista Roger Waters con un nuovo album denominato A Momentary Lapse of Reason, e con una nuova tournée mondiale della durata di tre anni, con alla guida il chitarrista David Gilmour, che culminerà con due grandi eventi trasmessi in diretta mondiale: Pink Floyd Live a Venezia, ed il grande concerto a Knebworth Park. Escono Bad, album di Michael Jackson, Hysteria dei Def Leppard e The Joshua Tree degli U2, che grazie a numerose hit, tra cui With or Without You e Where the Streets Have No Name, diviene uno dei dischi di maggior successo nella musica moderna, con oltre 28 milioni di copie vendute. I Depeche Mode pubblicano l'album Music for the Masses, che diverrà un'importante pietra miliare della musica pop e synth-pop. Lo stesso anno Scott La Rock, DJ dei Boogie Down Productions, viene assassinato in una sparatoria. I Guns N' Roses pubblicano il primo album Appetite for Destruction, la rivista Rolling Stone lo ha inserito al quarto posto nella sua classifica dei cento migliori album di debutto di tutti i tempi. Si tratta del più grande successo del gruppo, trainato dai singoli Welcome to the Jungle, Paradise City e Sweet child o'mine.
- Il 4 settembre 1987 allo stadio di Torino venne trasmesso in diretta su Rai 1 il penultimo show del Who's That Girl Tour di Madonna, con una media di ascolti di 14.084.000 telespettatori,[8][9] posizionandosi al terzo posto tra i programmi televisivi più visti in Italia nel 1987.
- Il 12 settembre del 1987 ebbe inizio da Tokyo il Bad World Tour, primo tour solista di Michael Jackson, che si concluse nel gennaio del 1989 a Los Angeles dopo un totale di 123 concerti in 15 nazioni, che registrarono oltre 4.4 milioni di spettatori e incassi superiori ai 125 milioni di dollari, cifre che lo resero all'epoca il tour di maggior successo nella storia della musica.[10][11]
- Nel 1988 esce l'album New Jersey dei Bon Jovi, fu un immediato successo commerciale dal momento che debuttò alla posizione numero 8 della Billboard 200, dove raggiunse il primo posto la settimana successiva, restandoci per quattro settimane consecutive.
- Nel 1989 esordiscono gli Skid Row con l'omonimo album e ottengono subito un grande successo grazie a canzoni come Big Guns, Remember you e 18 and Life. Escono Dr. Feelgood dei Motley Crue, The Miracle dei Queen e Bleach, primo album dei Nirvana

## Costume e cultura di massa
Dopo gli anni di piombo che lo avevano preceduto, anche a causa di una partecipazione meno sentita rispetto alle battaglie sociali e ideologiche percepite come ormai perdute, con il nuovo decennio si va via via affermando sempre più uno stile di vita percepito come più frivolo, che ha come obiettivo la felicità individuale e persegue l'affermazione personale. Giudicato il decennio dell'edonismo reaganiano e del pensiero positivo, vede affermarsi la subcultura giovanile dei paninari, il rock-barock nei disco-club e le giacche con le spalline imbottite.
La linea di giocattoli Masters of the Universe, action figure della Mattel, sono estremamente popolari durante tutto il decennio, diventandone un'icona nonostante il contemporaneo imporsi dell'intrattenimento elettronico. Altre linee di giocattoli e franchise di successo tra i bambini del decennio 1980 sono le Tartarughe Ninja, i Transformers e i Ghostbusters mentre tra le bambine i My Little Pony, Poochie, She-Ra e l'immancabile Barbie.

### Televisione
- In televisione spopolano serie in stile sitcom a tema familiare quali Il mio amico Arnold, Casa Keaton, Super Vicky, I Robinson, Genitori in blue jeans e ALF.
- Come al cinema, anche in televisione la fantascienza e l'avventura la fanno da padrone con serie di grande successo quali Visitors, Manimal, Ralph supermaxieroe, Supercar e Star Trek: The Next Generation. Per il genere poliziesco e d'azione si annoverano anche Magnum, P.I., MacGyver, A-Team e Miami Vice.
- Spopolano anche le soap opera, sia di produzione statunitense, come Dynasty e Dallas, che di produzione sudamericana, e in questo caso più propriamente definite telenovelas. Il 23 marzo 1987 va in onda negli Stati Uniti la prima puntata di Beautiful.

## Politica
Due statisti simbolo di questi anni sono il Presidente repubblicano Ronald Reagan e la tory Margaret Thatcher, che governano rispettivamente gli USA e il Regno Unito per quasi l'intero decennio. La Francia è tutta compresa nel doppio settennato di Mitterrand, mentre l'Unione Sovietica registra nella seconda metà del decennio l'esperimento di Michail Gorbačëv.

## Scienza
- Gli anni ottanta sono il decennio dell'AIDS. Annunciata nel 1981, dopo pochi anni la sindrome viene dichiarata pandemica.
- Il disastro di Černobyl', avvenuto nel 1986, fu il più grave incidente del suo tipo della storia dell'umanità, ed influenzò pesantemente il dibattito internazionale sull'energia nucleare.
- Viene impiantato nel 1982 il primo cuore artificiale.[16]
- Nel campo delle esplorazioni spaziali viene introdotto nel 1984 il Manned Maneuvering Unit.
- Il 12 aprile 1981 avviene il primo decollo di uno Space Shuttle, il Columbia.
- Nel 1986 inizia l'assemblaggio della Mir, la prima stazione spaziale orbitante.
- Nel 1989 Kelly e Fisher costruiscono la prima Mountain bike.

### Tecnologia e informatica

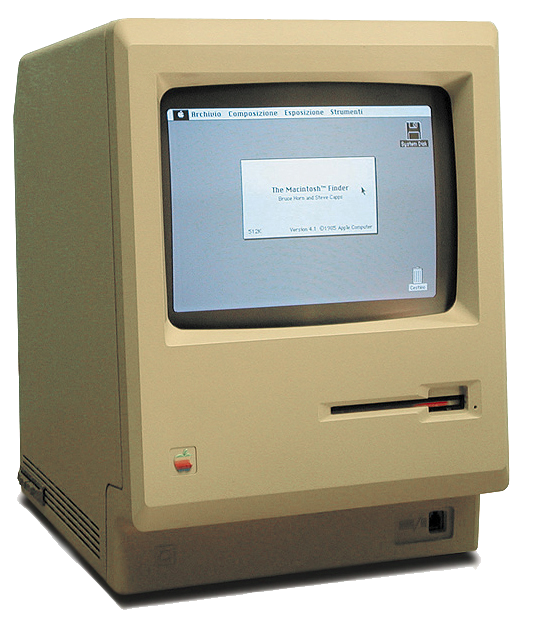
Il personal computer Apple Macintosh, uscito nel 1984

- Negli uffici prosegue la diffusione dei primi personal computer. All'Apple II, uscito nel 1977, si affiancano numerosi concorrenti, il più famoso dei quali è il PC IBM, che viene presto imitato, da ricordare ad esempio l'Olivetti M24, che a differenza dell'IBM montava il processore 8086, primogenito della famosa serie x86 della Intel. La Apple risponde con vari modelli, quello che ha più successo è il Macintosh. Nel 1985 la Microsoft pubblica la prima versione di Windows: Windows 1.0.
- Nelle case appaiono i primi home computer. I modelli più famosi sono appunto il Commodore 64, l'Amiga, lo ZX Spectrum, l'Atari ST, il Sinclair ZX81, il Commodore VIC-20, il Commodore 16. Il Commodore 64, presentato e poi messo in vendita nel 1982, diventerà il computer più venduto della storia, entrando sul Guinness dei primati con un record di oltre 17 milioni di esemplari venduti.
- Si diffondono i videogiochi con titoli storici come Pac-man, Donkey Kong e Super Mario Bros.; la crisi dei videogiochi del 1983 ridimensionerà però lo scenario, andando a colpire particolarmente gli Stati Uniti e il mercato dei giochi per computer, facendo assurgere l'industria giapponese al dominio del settore.
- I supporti a nastro magnetico (VHS per il video, Musicassetta per l'audio) riscuotono notevole successo, anche sulla scia del fenomeno Walkman.
- La tecnologia a supporto ottico inizia a fare i suoi primi passi. Nel 1981 vengono introdotti sul mercato i primi Laserdisc, supporto che, seppure di qualità notevolmente superiore al VHS, non avrà mai molta fortuna a causa del costo elevato sia dei lettori che dei supporti. Il 1983 è invece l'anno dei CD, che cinque anni dopo supera per la prima volta le vendite di dischi in vinile.
- Nel 1987 viene introdotta la Smart card.

## Sport

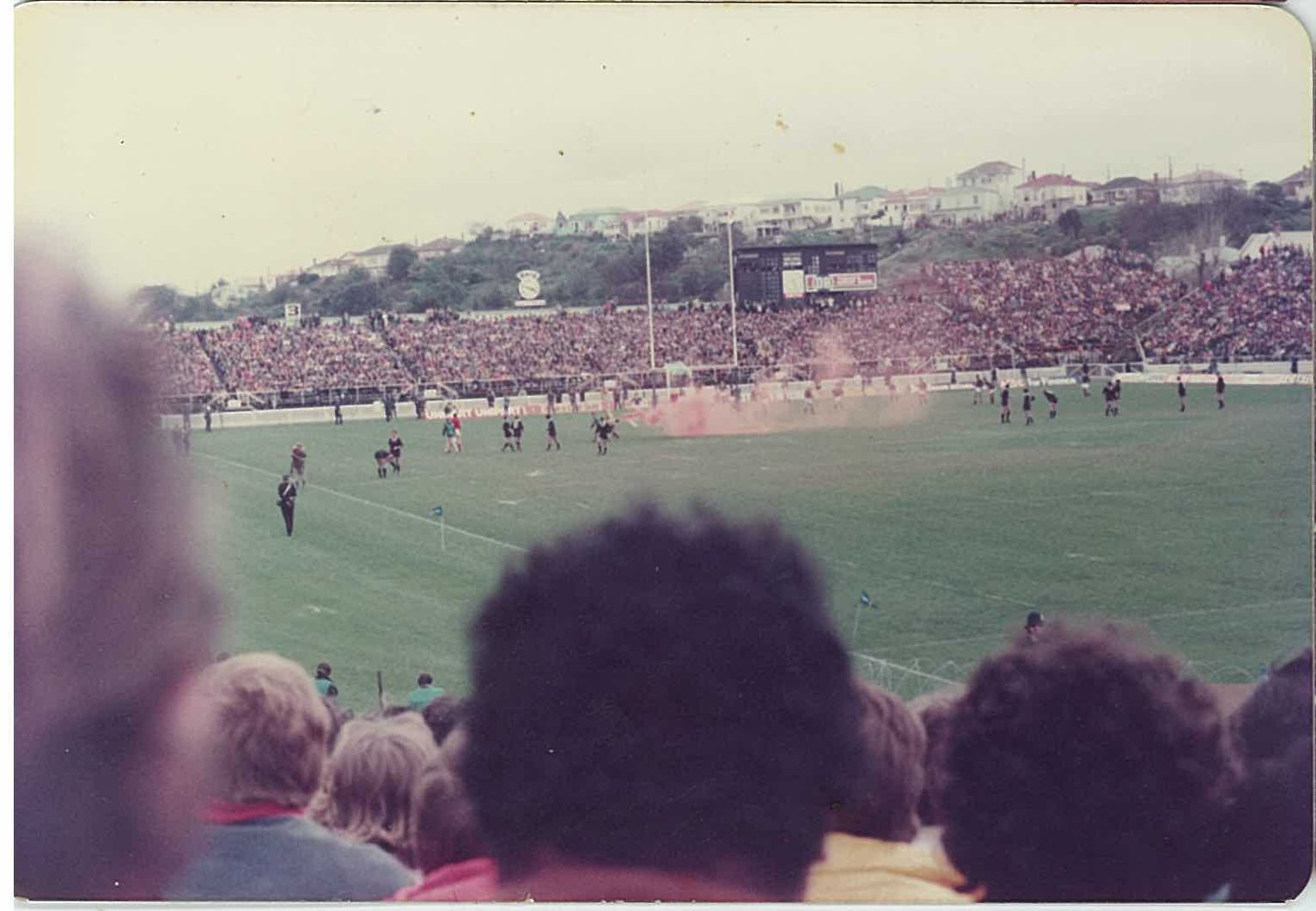
Bombe di farina sullo stadio di Auckland nel 1981

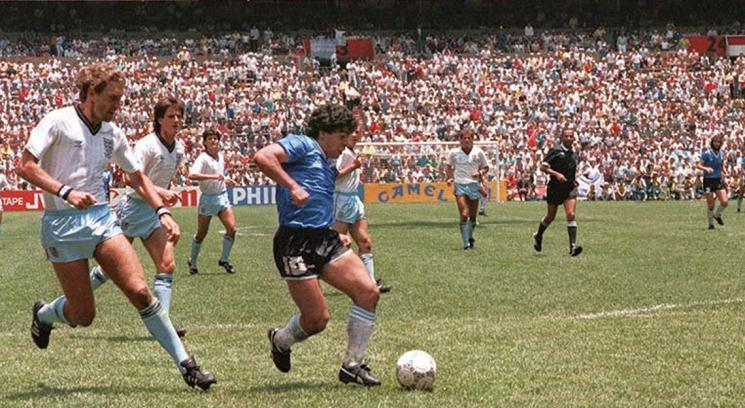
Maradona realizza il "Gol del secolo"

- Per protesta contro l'invasione sovietica dell'Afghanistan, quindici paesi boicottano le Olimpiadi di Mosca del 1980. Situazione opposta, da parte del blocco orientale, nelle olimpiadi successive a Los Angeles, che segnano anche il ritorno della Cina, assente dalla manifestazione dal 1948.
- Nel luglio 1981 violente proteste in Nuova Zelanda contro la decisione di accogliere la formazione di rugby del Sudafrica, gli Springboks (sotto bando internazionale per via dell'apartheid), per un tour che prevedeva diversi incontri contro squadre locali e tre test match contro gli All Blacks; nell'ultimo di essi, ad Auckland, Marx Jones e Grant Cole, ai comandi di un piccolo aereo da turismo, lanciarono bombe di farina sul campo per impedire lo svolgimento dell'incontro, ma anche in precedenza le proteste si erano distinte per originalità: ad Hamilton l'invasione di campo di numerosi tifosi neozelandesi impedì lo svolgimento della partita e a Wellington la semina sul campo di chiodi a quattro punte ne ritardò di molto l'inizio. Per più di dieci anni dopo tale episodio non vi furono più incontri a livello ufficiale tra le due federazioni.
- Nel 1982 l'Italia vince il mondiale di calcio in Spagna, conquistando il terzo titolo, mentre nel 1986 invece è l'Argentina a vincere in Messico la coppa del mondo, conquistando il suo secondo titolo. Decisivo nei quarti di finale il gol di mano di Diego Maradona contro l'Inghilterra, letto in chiave politica come rivincita argentina dopo la pesante sconfitta nella guerra delle Falkland che aveva umiliato l'orgoglio nazionale del paese sudamericano.
- Durante il 29º Tour de Corse muore il campione di Rally Attilio Bettega a bordo della Lancia Rally 037. In seguito a questo e ad altri incidenti mortali che hanno coinvolto anche il pubblico delle gare, la FIA nel 1986 decise di sospendere le gare del Gruppo B, istituite solo nel 1982.
- Nel 1984 si svolge nel Madison Square Garden di New York il draft NBA in cui viene eletto dai Chicago Bulls alla numero tre assoluta Michael Jordan.
- Nel 1985 si disputa la prima edizione di WrestleMania.
- Nel 1985 Boris Becker vince il torneo di Wimbledon divenendo, a 17 anni, il più giovane campione di tennis.
- Nel maggio 1986 un tribunale neozelandese impone alla federazione rugbistica di annullare un tour in Sudafrica perché tenere rapporti con la rappresentativa di un Paese razzista sarebbe stato contrario ai valori espressi dallo statuto federale; i sudafricani organizzano quindi una serie di incontri con una selezione di giocatori neozelandesi invitati a titolo personale senza alcun legame con la propria federazione (la formazione sarà nota come New Zealand Cavaliers). Alcuni nomi importanti come John Kirwan e David Kirk si rifiutano di prender parte alla spedizione. Al ritorno la New Zealand Rugby Union imporrà le dimissioni da qualsiasi incarico all'accompagnatore della squadra e irrogherà la sanzione di due partite internazionali a tutti i membri della compagine, che per molti significherà la fine della carriera internazionale.
- 22 maggio 1987. Ad Auckland le formazioni di Nuova Zelanda e Italia scendono in campo per la prima partita dell'edizione inaugurale della Coppa del Mondo di rugby. Partita in sordina e ancora permeata del dilettantismo che per ancora circa dieci anni regnerà nella disciplina, la competizione diventerà nel corso delle edizioni l'evento più seguito al mondo dopo le Olimpiadi e i mondiali di calcio.
- Nel 1988 il campione di Formula Uno Ayrton Senna vince il suo primo campionato del mondo con McLaren - Honda.